# Colonne Vendôme

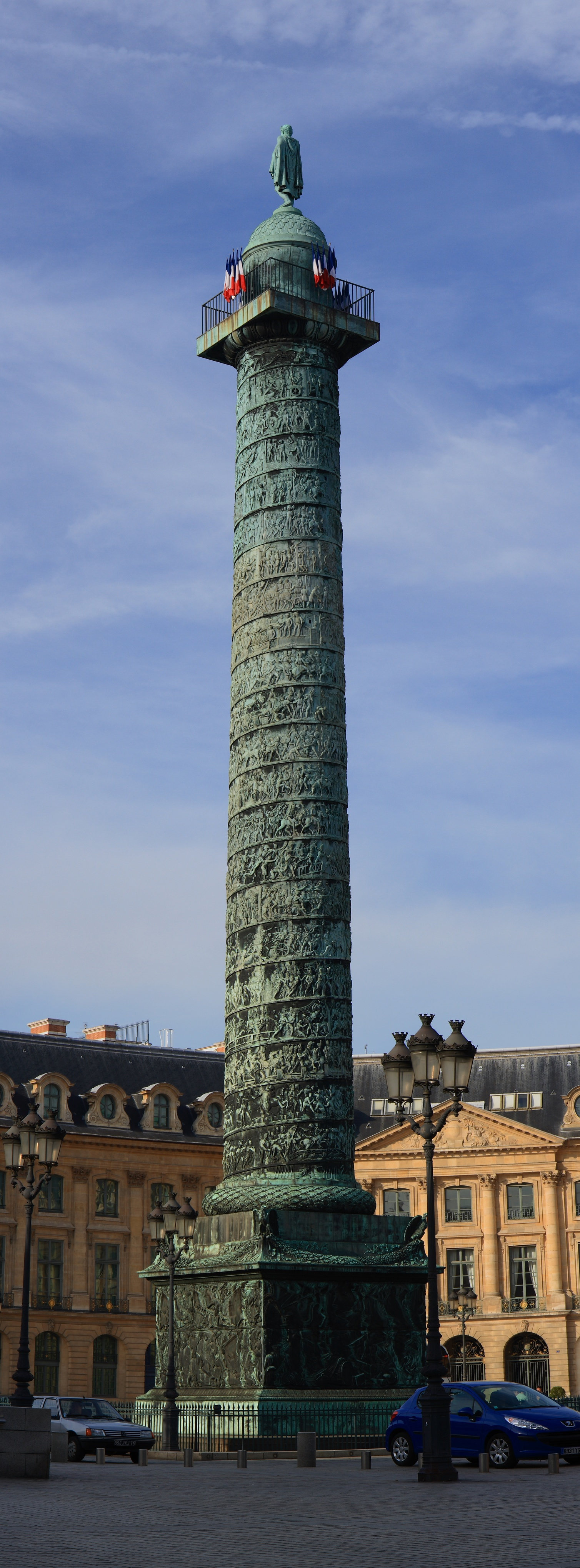
Colonne Vendôme in 2007

Colonne Vendôme (ook wel de Austerlitz-zuil) is de naam van een zuil die Napoleon Bonaparte in 1810 liet neerzetten op het Place Vendôme in Parijs. Het is een triomfzuil die gemaakt zou zijn uit het brons van 1200 kanonnen die werden buitgemaakt bij de Slag bij Austerlitz. Bovenop liet Napoleon een standbeeld van zichzelf plaatsen. Dit beeld werd in 1814 verwijderd en later omgesmolten tot een ruiterstandbeeld van Lodewijk XIV van Frankrijk op het Place des Victoires. Tijdens de Restauratie sierde een vlag met de Franse lelie de top van de zuil.

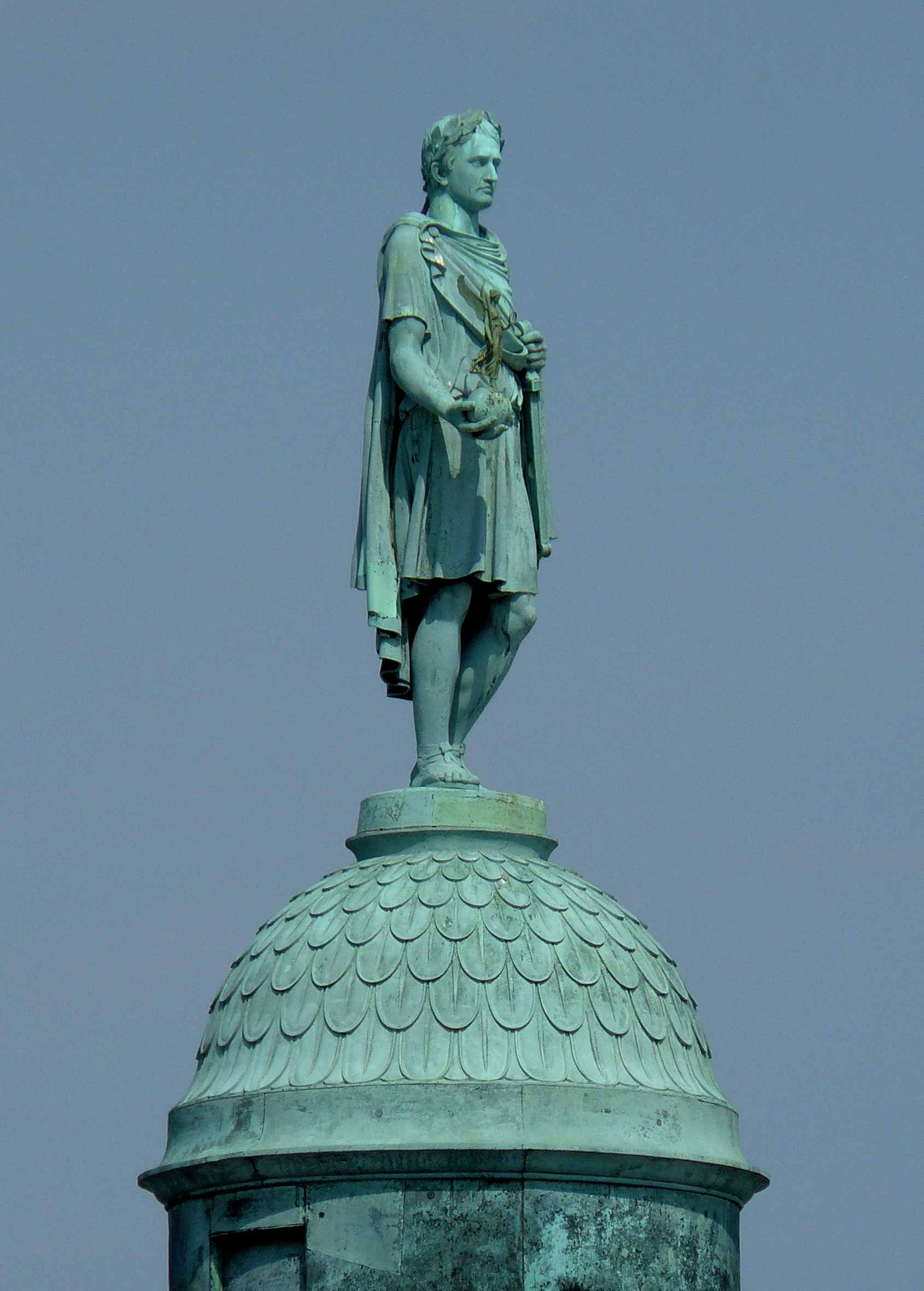
Napoleonbeeld van Dumont (1863) naar Chaudet

## Courbet
Onder Napoleon III werd een nieuw beeld geplaatst van de hand van Auguste Dumont, dat Napoleon als Caesar voorstelt. Tijdens de Commune-opstand van 1871 werd de zuil op voorstel van de schilder Gustave Courbet omgehaald met de bedoeling het brons weer voor kanonnen te gebruiken, maar na het neerslaan van de opstand werd de zuil weer opgericht op last van maarschalk Mac-Mahon, de president van de Franse Republiek. De kosten van de wederoprichting werden verhaald op Courbet, die elk jaar 10.000 francs zou moeten betalen, omgerekend zo'n 43.000 euro. Hij stierf echter in ballingschap vóór de eerste termijn betaald kon worden.

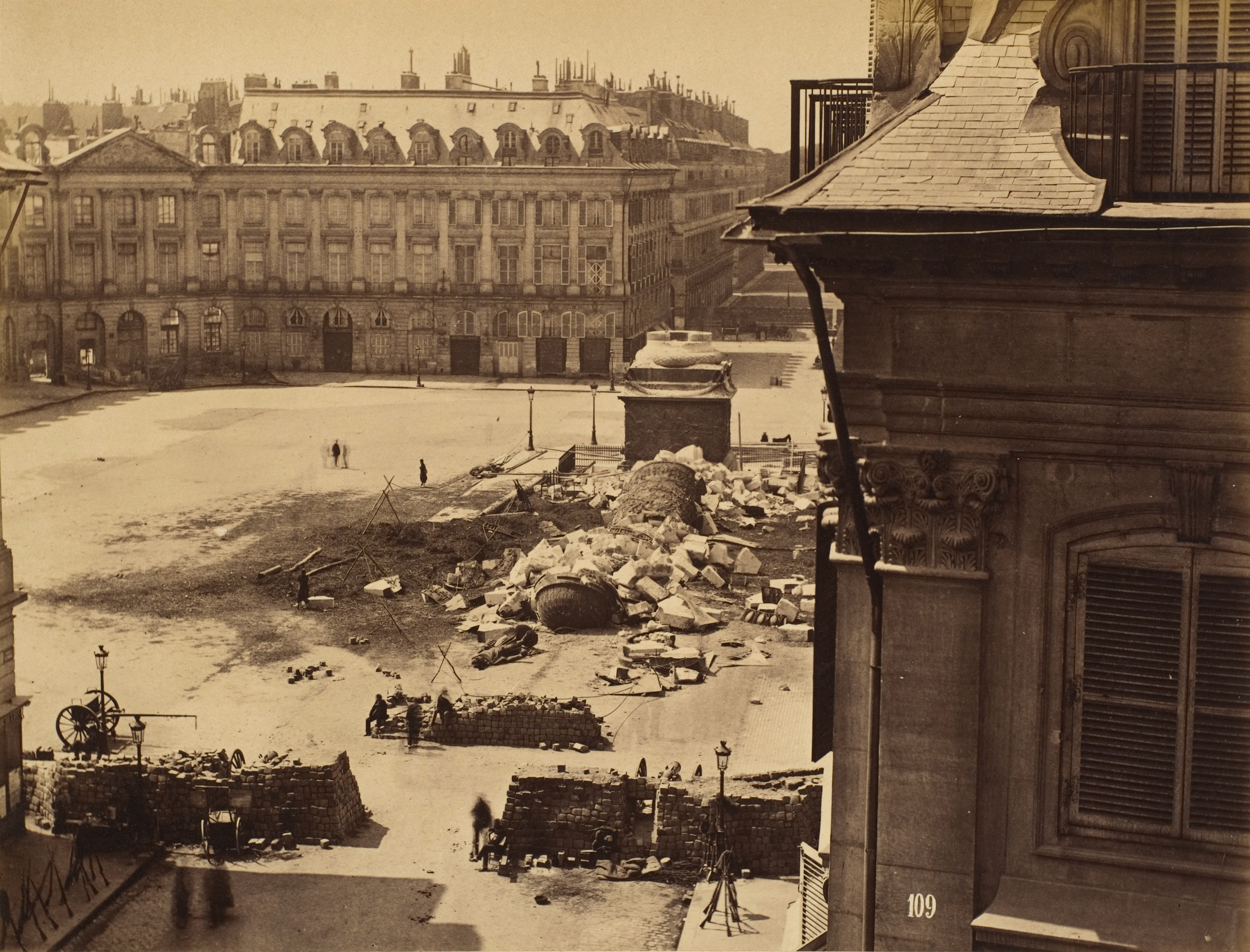
De gevallen zuil tijdens de Commune in 1871
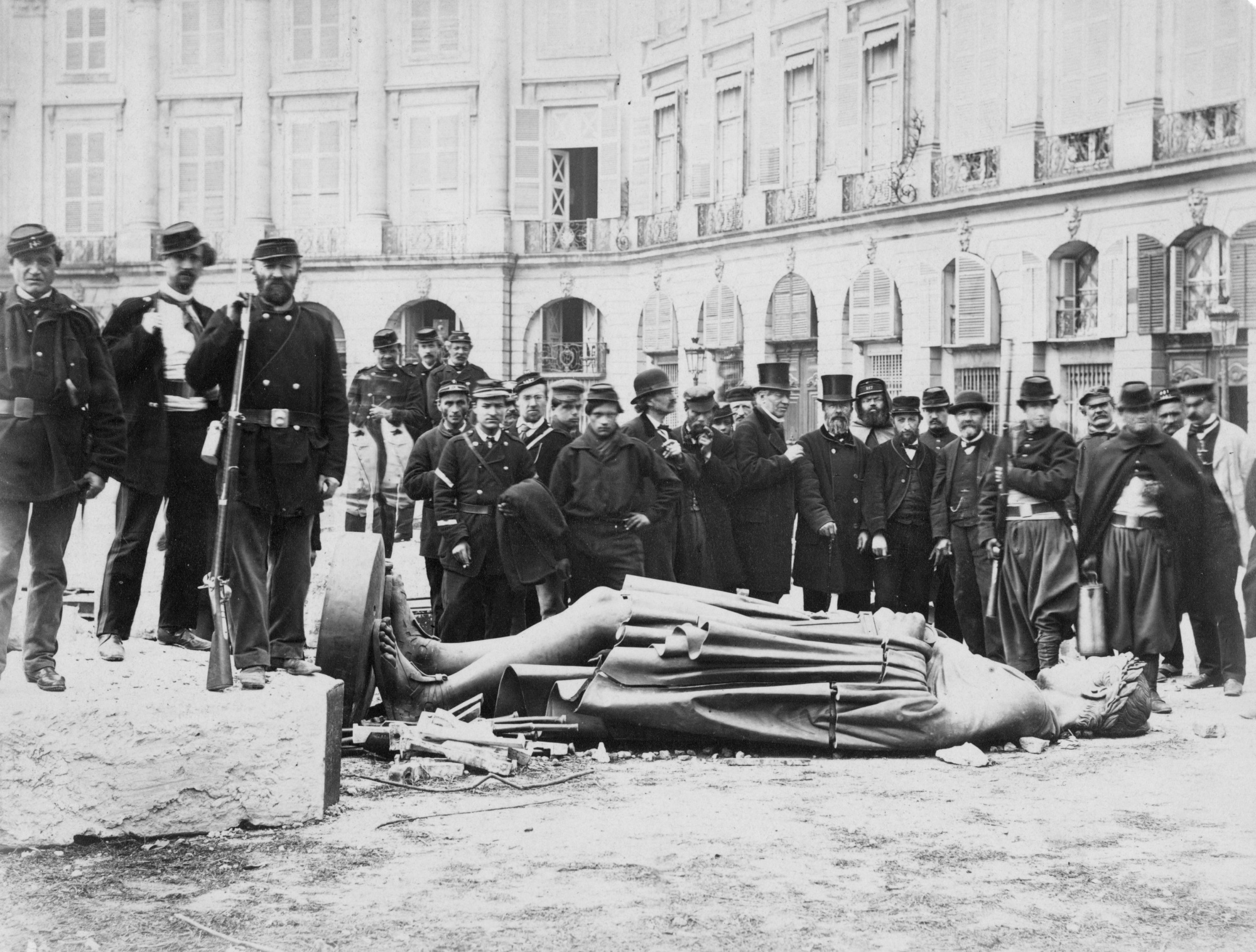
Het beeld van Napoleon in 1871

## Trajanus
De zuil van Trajanus in Rome heeft als voorbeeld gediend voor de Colonne Vendôme. Het aantal van 1200 kanonnen is ongetwijfeld een staaltje van Napoleontische propaganda geweest, aangezien bij de Slag bij Austerlitz maar 130 kanonnen buitgemaakt werden. De zuil is 44,3 meter hoog en gemiddeld 3,6 meter in doorsnee. In de zuil is een wenteltrap gebouwd. De basis van de gedenkzuil is gemaakt van porfier. De zuil zelf is in spiraalvorm opgebouwd uit 425 bronzen taferelen met afbeeldingen van krijgshandelingen en werd vervaardigd door een team van elf beeldhouwers.

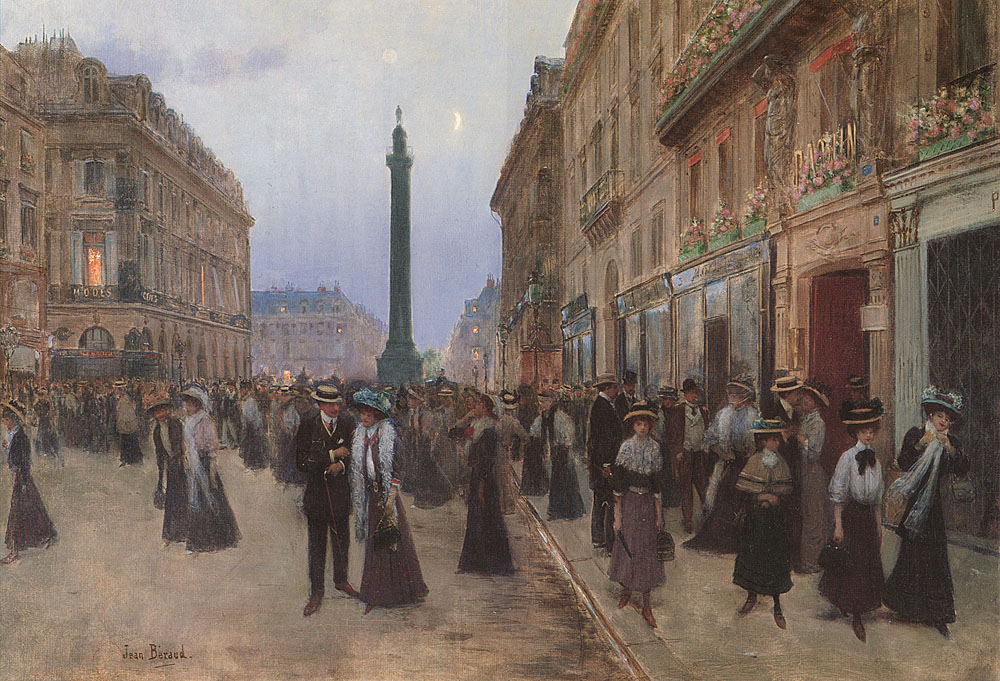
La Rue de la Paix
(1907), Jean Béraud, privé collectie
----
De Vendôme-zuil gezien vanuit de Rue de la Paix